# Paco Arango
Francisco Arango García-Urtiaga, más conocido por Paco Arango (Ciudad de México, 1962) es un cantante, guionista, director de cine y filántropo hispanomexicano. 
Con cinco años se mudó a España con su familia, donde su padre, Plácido Arango Arias y sus hermanos formaron la cadena Vips. Estudió en Estados Unidos y al terminar se dedicó a la música, grabó cuatro elepés con Sony Records entre 1988 y 1995.
En 1999 inicia su propia compañía de producción de televisión, con la que escribió el guion y produjo ¡Ala... Dina! (2000-2002), protagonizada por Paz Padilla y que tuvo éxito en España. En 2004, además, dirigió la serie El inquilino, protagonizada por Jorge Sanz.
En diciembre de 2011 escribió y dirigió Maktub, inspirada en un niño enfermo de cáncer, y por la que obtuvo tres nominaciones a los Premios Goya
Unos años antes, además, había fundado la Fundación Aladina, que proporciona voluntarios, construye habitaciones para adolescentes en los hospitales y ayuda a financiar los gastos por a los niños y sus familias. En 2012, Aladina utilizó beneficios de la primera película de Arango para construir uno de los centros de trasplante de médula ósea más avanzados en Europa en Madrid.
En 2016 dirigió Lo que de verdad importa, una película 100x200 benéfica según el director. y con la que ganó uno de los Premios Cinematográficos José María Forqué. Con la misma finalidad en 2019 estrenó Los Rodríguez y el más allá.

## Discografía
- Arango (Epic, 1988)
- Vuelo sin motor (Epic, 1990)
- Guajira (DID, 1992)
- Estoy pensando en ti (Arcade, 1995)

## Filmografía
- ¡Ala... Dina! (guionista y productora 2000-2002)
- El inquilino (director, guionista y productor, 2004)
- Maktub (director y guionista, 2011)
- Lo que de verdad importa (2016)
- Los Rodríguez y el más allá (2019)
- Mi otro Jon (2023)